# Kōichirō Tomita
Kōichirō Tomita (japanska: 冨田 弘一郎?, Tomita Kōichirō) född 16 februari 1925, död 22 maj 2006, var en japansk astronom.
Minor Planet Center listar honom som upptäckare av 9 asteroider.
Asteroiden 2391 Tomita är uppkallad efter honom.

## Asteroider upptäckta av Kōichirō Tomita
| 2252 CERGA        | 1 november 1978   |
| 3056 INAG         | 1 november 1978   |
| 3765 Texereau     | 16 september 1982 |
| 4051 Hatanaka     | 1 november 1978   |
| 8788 Labeyrie     | 1 november 1978   |
| 8986 Kineyayasuyo | 1 november 1978   |
| 11258 Aoyama      | 1 november 1978   |
| (32738) 1978 VT1  | 1 november 1978   |
| (69234) 1978 VO2  | 1 november 1978   |